# Prager-Haus Apolda

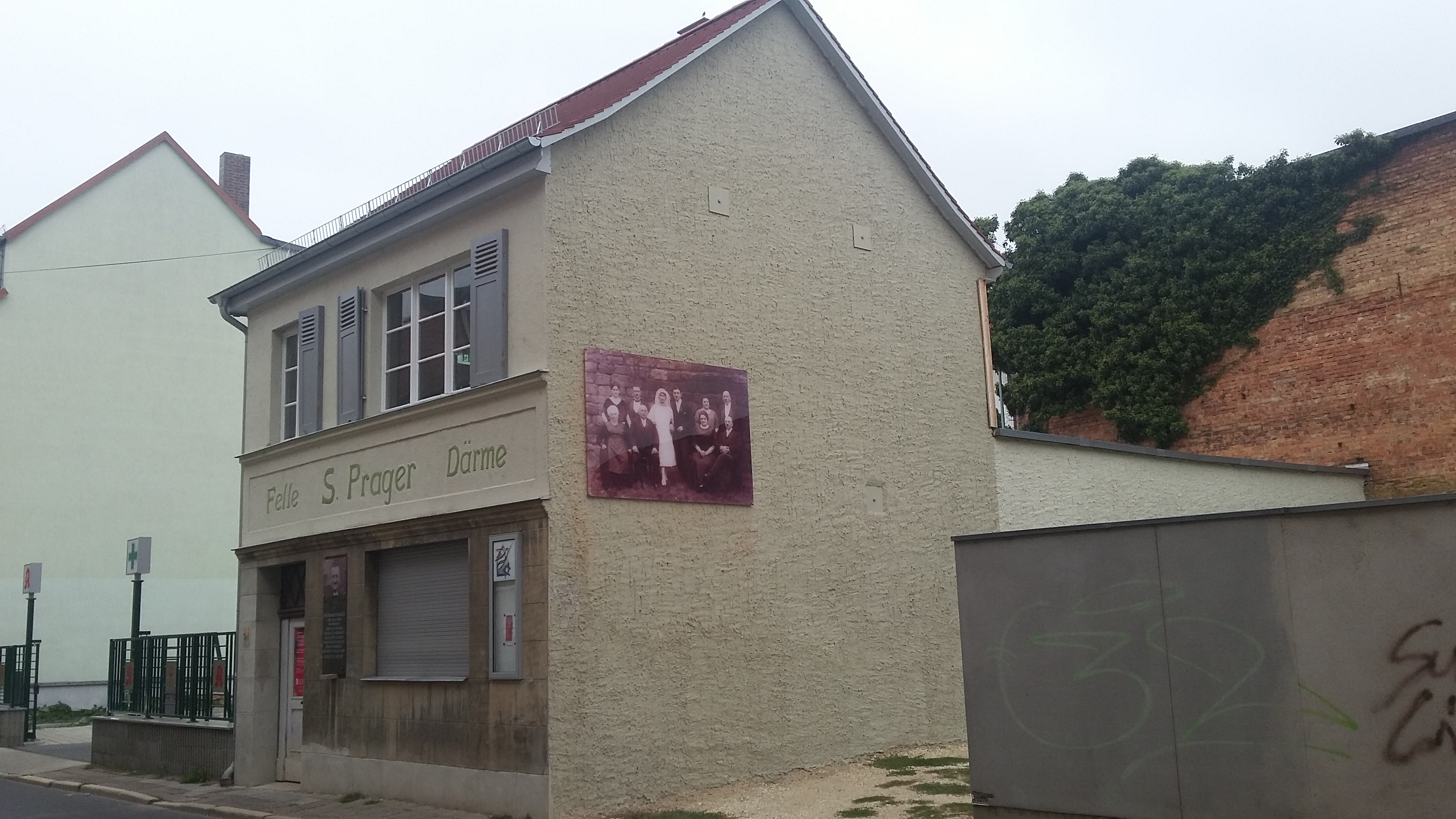
Prager-Haus Apolda, 2018

Das Prager-Haus, das Geschäftshaus des jüdischen Kaufmanns Bernhard Prager, in der gleichnamigen Gasse im thüringischen Apolda 1925 erbaut, war seit Mitte der 1990er Jahre unbewohnt und vom Verfall bedroht. Ein im Januar 2007 gegründeter Verein verfolgt den Zweck, das Haus als Gedenk- und Erinnerungsort an die jüdischen Einwohner der Stadt zu erhalten. Er widmet sich der Aufklärung über die Wurzeln und das Auftreten des Antisemitismus in der Region und dokumentiert die Verfolgung und Ermordung der jüdischen Bevölkerung während der Zeit des Nationalsozialismus. Darüber hinaus fördert er die Erforschung und Verbreitung der Kultur- und Sozialgeschichte des Alltags in der Region Weimar-Apolda, insbesondere die Geschichte sozialer, religiöser und politischer Minderheiten.

## Gebäudegeschichte
Der spätere Hausbesitzer, der jüdische Fellhändler Bernhard Prager, wurde am 29. Juni 1888 im hessischen Wenings geboren und am 26. September 1944 im KZ Theresienstadt ermordet. Er und seine Familie nutzten das Haus als Handlung für Fleischereibedarfsartikel bis zur „Arisierung“ 1939 und bewohnten es – zusammen mit der Schwiegermutter Fanny Katzenstein, die sie aus Erfurt zu sich nahmen – seit 1940 zwangsweise bis zu ihrer Deportation. Die gesamte Familie Prager wurde Opfer des Holocaust. Die „Arisierung“ des gesamten Eigentums der Familie ist in einem Quellenband der Landeszentrale für politische Bildung Thüringen minutiös dokumentiert.

## Verein und Gedenkstätten-Projekt

Logo des Hauses: Eine Taube mit Ölzweig fliegt aus dem Haus

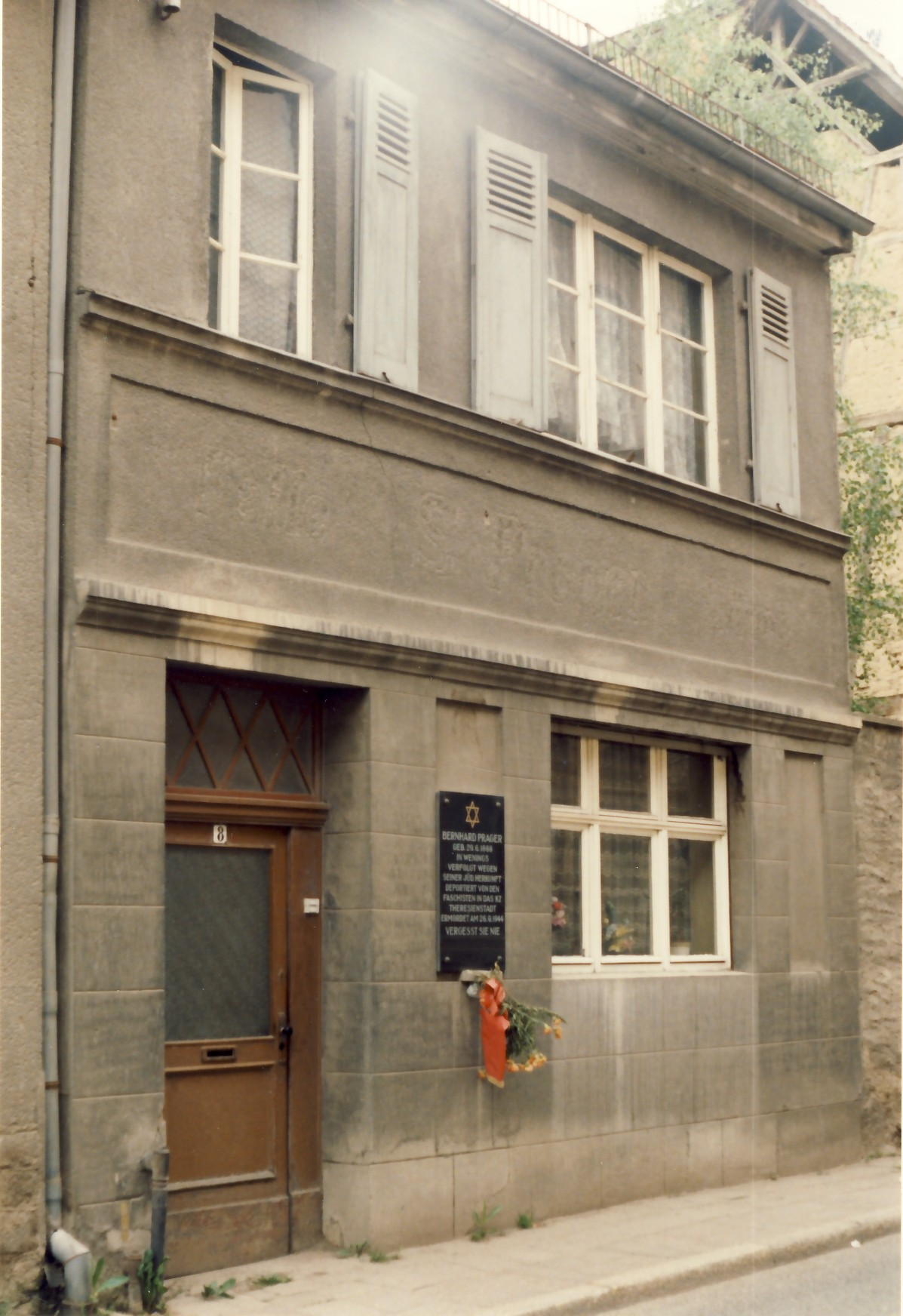
Straßenansicht im Jahre 1995

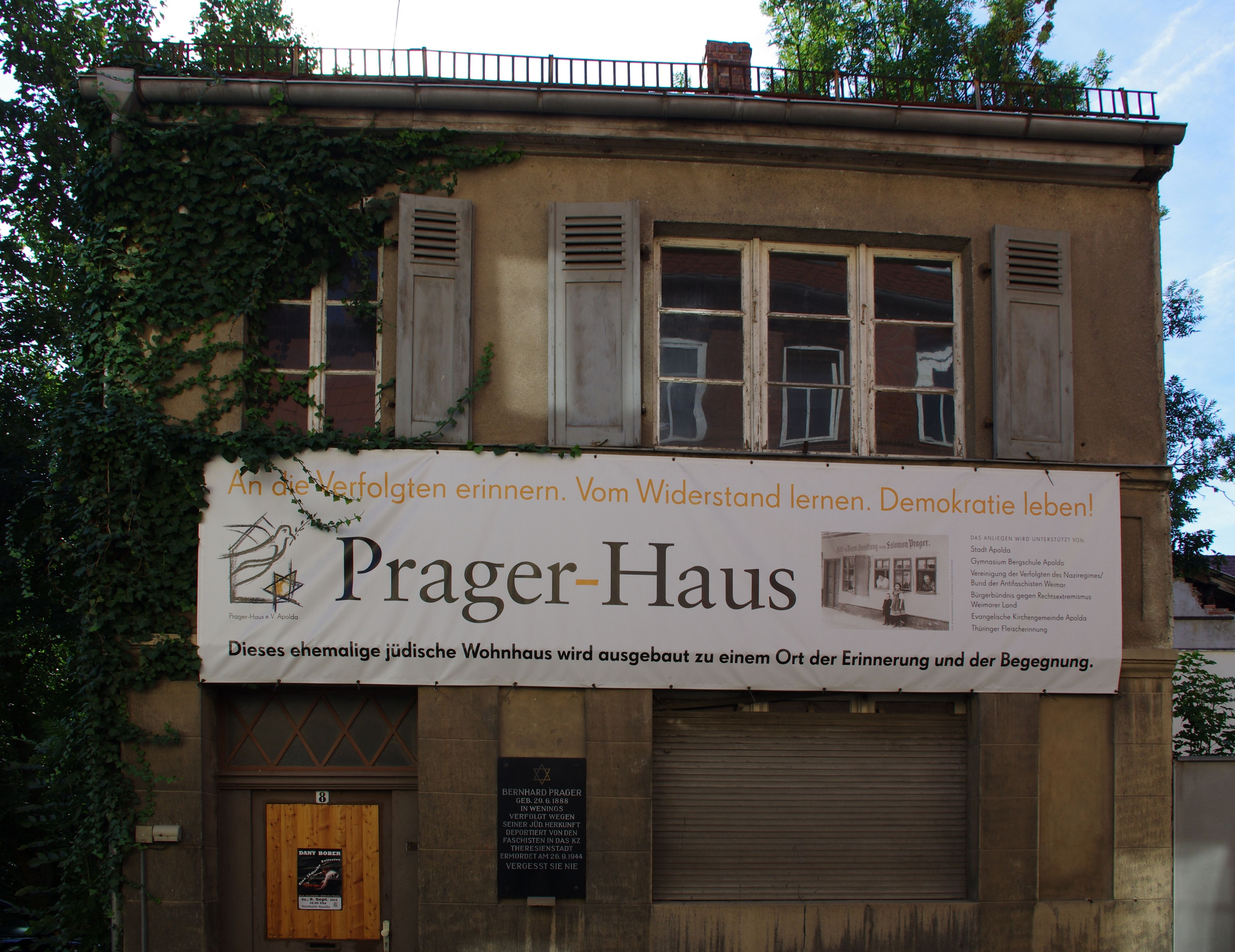
Fassadengestaltung mit Werbebanner 2011

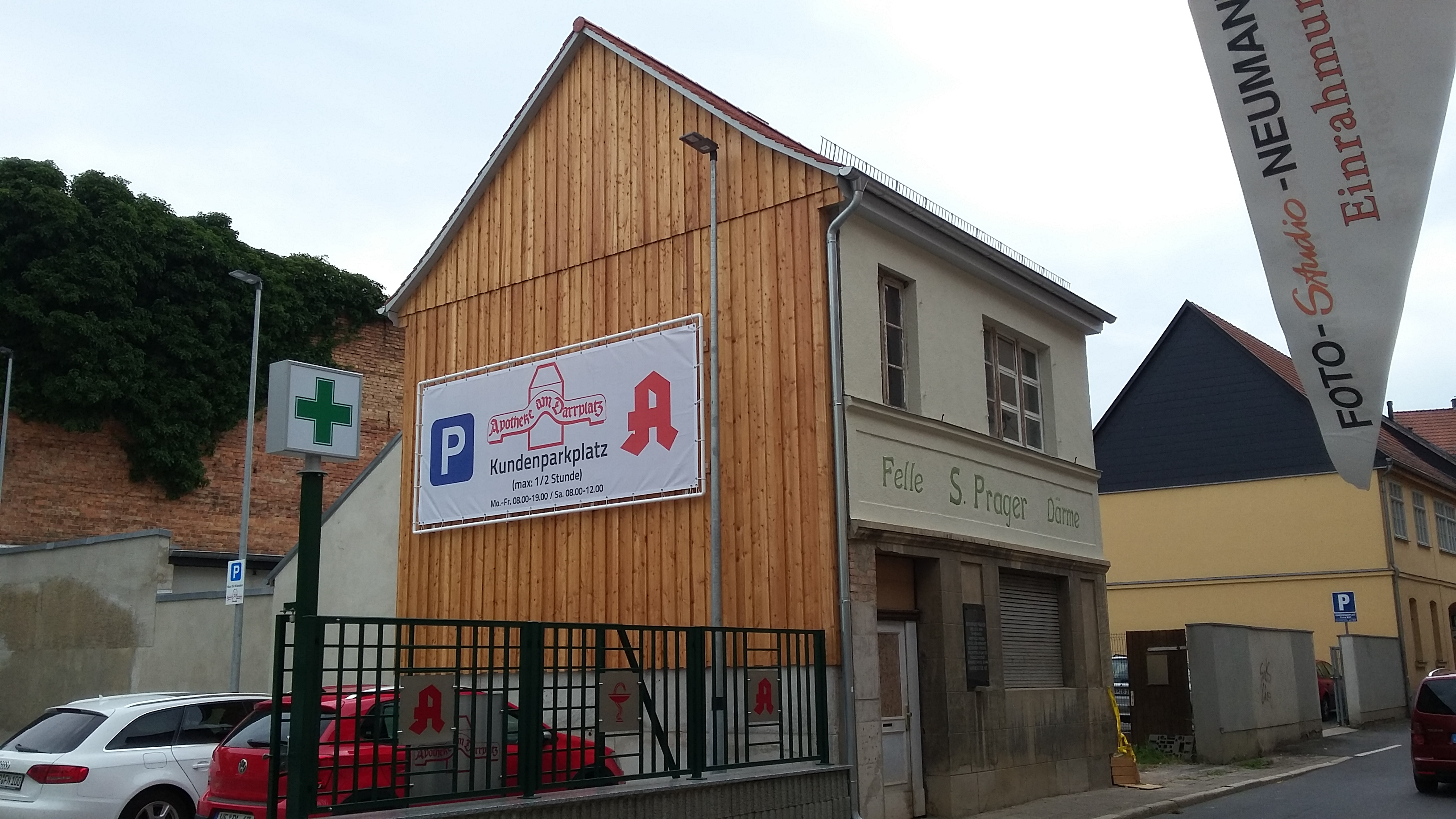
Fassadenansicht von Nordost Mai 2017

Der Verein Prager-Haus e. V. Apolda wurde im Januar 2007 gegründet. Dieser Gründung ging eine zwanzigjährige Forschungsarbeit voraus, bei der geschichtsinteressierte Personen sich mit dem Schicksal der verfolgten und vertriebenen und zu einem großen Teil ermordeten jüdischen Einwohner der Stadt Apolda befassten. Gegenständliche Zeugnisse aus dieser Zeit (Artefakte) wurden zusammengetragen, mündliche Zeitzeugenberichte schriftlich festgehalten, Kontakte mit Entkommenen und deren Nachkommen in verschiedenen Ländern hergestellt.
Einige Monate vor dem 50. Jahrestag der Pogromnacht wurde am 29. Juni 1988, dem 100. Geburtstag Bernhard Pragers, an dessen Geschäftshaus eine Gedenktafel zur Erinnerung an diese Händlerfamilie angebracht. Im Jahre 1991 lag als erstes Ergebnis der Forschungen ein Buch vor, das einen Überblick über jüdisches Leben in Apolda beschreibt.
Die 1999 gegründete Geschichtswerkstatt Weimar-Apolda e. V., die in dem Prager-Haus-Verein aufging, veröffentlichte weitere Arbeiten zu jüdischem Leben, Verfolgung in den ersten Thüringer KZ Nohra und Bad Sulza sowie zur alltäglichen Herrschaft des Nationalsozialismus in der Region Apolda.
Seit seiner Gründung haben sich Persönlichkeiten des öffentlichen Lebens der Stadt und ihres Umlandes für den Verein und seine Ziele engagiert, darunter der Bürgermeister von Apolda Rüdiger Eisenbrand und Wolfgang Peller, ein im Nationalsozialismus verfolgter Jude aus Apolda, der später stellvertretender Justizminister der DDR war und in Berlin lebte.
Bald nach der Vereinsgründung wurde der Hauskauf als Voraussetzung für die Ausführung des Vereinszieles in die Wege geleitet. Im Jahre 2008 haben die Vereinsmitglieder mit der Herausgabe einer eigenen Schriftenreihe begonnen, mit der Schicksale betroffener Familien, Widerstandstätigkeit gegen den Nationalsozialismus und das Leben von Minderheiten der Stadt beschrieben werden.
Im Mai 2008 wurden durch den Kölner Aktionskünstler Gunter Demnig die drei ersten Stolpersteine vor dem Prager-Haus verlegt, im Oktober folgte die Verlegung weiterer neun Steine. Im August 2009 wurden unter der Anwesenheit einiger Nachkommen von NS-Opfern weitere 15 Stolpersteine verlegt, darunter auch zum Gedenken an Wehrmachtsdeserteure, Widerständler aus der Arbeiterbewegung sowie an sowjetische Zwangsarbeiter. 2010 kamen weitere sieben Steine hinzu, darunter für eine russische Mutter und ihre vier Kinder, die Opfer der menschenverachtenden Zwangsarbeit wurden. 2011 wurden acht Steine verlegt, darunter für eine jüdische Frau sowie für sechs Zwangsarbeiterkinder der Rheinmetall-Borsig AG und ein dazugehörender Themenstein. 2013 wurden weitere sechs Steine verlegt, darunter zwei für „Euthanasie“-Opfer. 2014 kamen drei weitere, 2015 vier weitere, 2016 fünf weitere Steine, 2017 fünf weitere und 2018 fünf weitere hinzu. Damit befinden sich 70 Stolpersteine in Apolda.
Bei zahlreichen Stadtfesten und gesellschaftlichen Ereignissen tritt der Verein mit Infoständen in Erscheinung.
Am 16. September 2010 wurde die Schändung des Gedenkorts durch die Ablegung eines Schweinekopfes bekannt. Die Polizei nahm eine Anzeige auf, und der Staatsschutz ermittelte gegen Unbekannt.
Seit dem 18. Oktober 2012 betrieb der Verein in der Weimarischen Straße 5, seit 2015 betreibt er in der Ritterstraße 19 von Apolda eine Dokumentationsstelle zu Widerstand und Verfolgung 1933–1945 in Thüringen. Damit bekundete er seine Absicht, zu diesem Thema auch über den begrenzten Apoldaer Raum hinaus als Archiv und Bibliothek für das Land Thüringen zu wirken. Vorhanden sind ein Archiv in seinen Bestandteilen Personen-, Film-, Aktenordner- und Artefaktearchiv sowie eine Fachbibliothek zur NS-Zeit sowie gesellschaftswissenschaftliche Literatur und Zeitungen/Zeitschriften.
Zum Jahresbeginn 2025 kam es zu einem erneuten antisemitischen Anschlag auf den Gedenkort, als Unbekannte in der Nacht auf den 4. Januar einen Schweinekopf vor dem Haus platzierten.

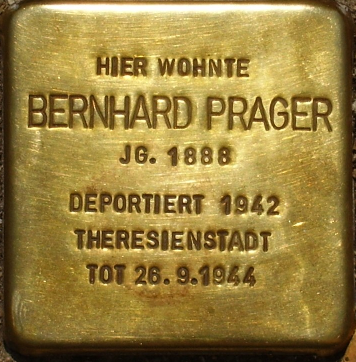
Stolperstein für Bernhard Prager, verlegt im Mai 2008
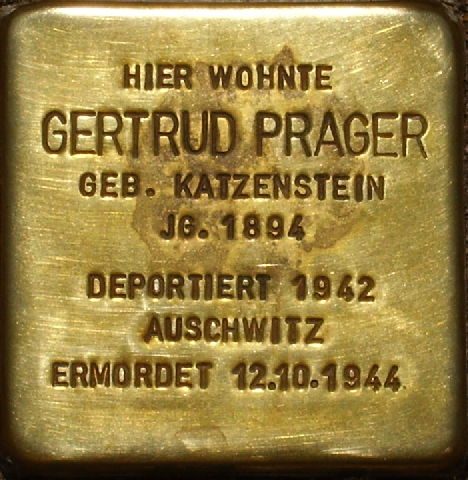
Stolperstein für Gertrud Prager, verlegt im Mai 2008
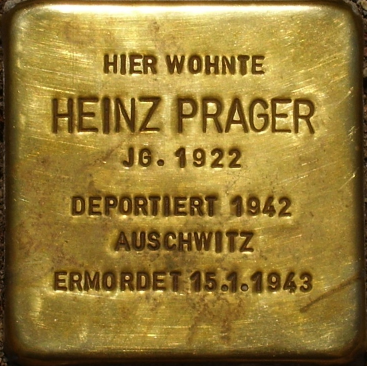
Stolperstein für Heinz Prager, verlegt im Mai 2008
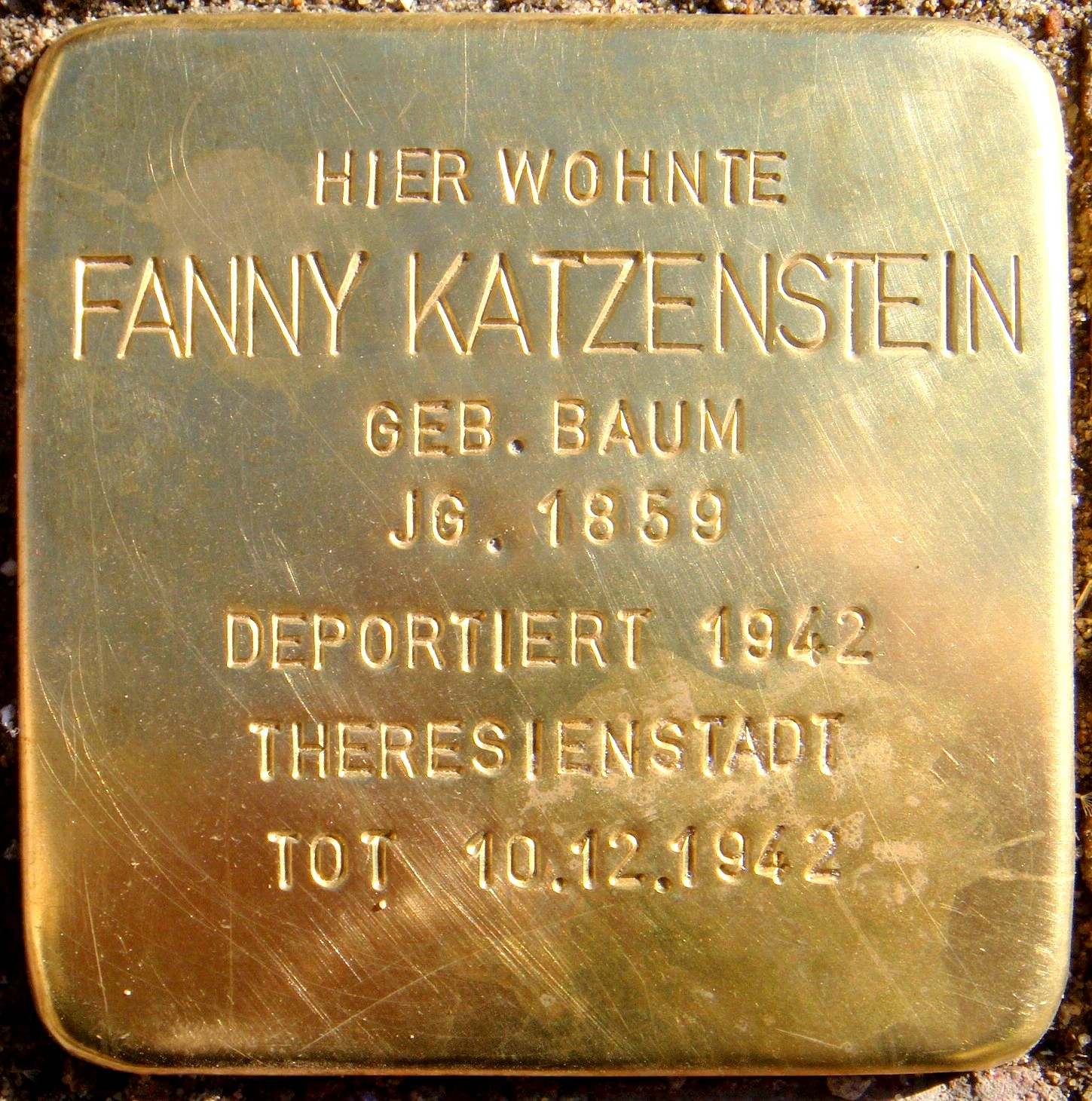
Stolperstein für Fanny Katzenstein, verlegt im Oktober 2011

## Bauplanungen
Im Oktober 2011 wurde das Projekt in die Bauplanung der Stadt Apolda für 2013 aufgenommen, aber die komplementär vom Verein aufzubringenden Mittel waren nicht vorhanden, um in das Städtebau-Förderprogramm von Apolda eingeordnet werden zu können. Das Weimarer Architekturbüro Aschenbach hatte dazu eine Studie erarbeitet, die eine Sanierung des authentischen Hauses und den Neubau eines Kommunikationsraumes sowie einer Archivwand auf dem Grundstück hinter dem Haus vorsah. Weil trotz intensiver Bemühungen bei Kreis, Land und Bund zunächst keine finanziellen Zusagen zu anderweitiger Bauförderung erreicht wurden, beschloss der Verein 2013 die schrittweise Renovierung mit einfachsten Mitteln. Bürgermeister Rüdiger Eisenbrand hat die Sanierungsarbeiten auch praktisch unterstützt, indem der Städtische Betriebshof Container zur Schuttabfuhr bereitstellen ließ. Im Jahre 2015 gelang es, ebenfalls wieder mit Hilfe des städtischen Bauamtes, nennenswerte Mittel aus dem Gebäudesicherungsprogramm des Landes zu erhalten, mit denen in einer ersten Baustufe die Bedachungen der Nebengebäude saniert werden konnten. Alle weiteren Arbeiten zum Innenausbau hat der Verein von privaten Förderern und Spendern vornehmen können. Im Sommer 2016 wurde mit der Sanierung von Innenhof und Nebengebäude der Abschluss des ersten Bauabschnitts gefeiert. Anfang des Jahres 2018 konnte auch der vom Land geförderte zweite Bauabschnitt mit Stabilisierung einer Giebelwand und der Neudeckung des Daches abgeschlossen werden. Am 3. Oktober 2018 wurde das Prager-Haus als Lern- und Gedenkort mit einer Feier der Vereinsmitglieder eröffnet. Die Architektenkammer Thüringen stellte das sanierte Prager-Haus zum Tag der Architektur am 29. Juni 2019 in ihrer Broschüre vor.

## Veröffentlichungen des Prager-Haus-Vereins und der Geschichtswerkstatt Weimar-Apolda

### Schriftenreihe „gesucht“
- „gesucht 1“ Udo Wohlfeld: "… und unweigerlich führt der Weg nach Buchenwald. Der Geist von Weimar hinter Gittern. Eine Dokumentation über die Ursachen, die Weimar zu einer exponierten Stadt im nazistischen Deutschland machten, und die Folgen für Hunderttausende Menschen Europas, Weimar 1999
- „gesucht 2“ Falk Burkhardt, Udo Wohlfeld: das netz. Die Konzentrationslager in Thüringen 1933–1937. Eine Dokumentation zu den Lagern Nohra, Bad Sulza und Buchenwald, und dem Beitrag National-konservative Kräfte und das Konzentrationslager Bad Sulza. Stahlhelm – Bund der Frontsoldaten, Weimar 2000, ISBN 3-935275-01-3
- „gesucht 3“ Peter Franz, Udo Wohlfeld: gefangen im netz. Die Konzentrationslager in Thüringen 1933–1945. Darin Udo Wohlfeld, Der Fall Worch – eine Familie wird vernichtet. Mutter und Tochter als Geiseln im KZ Bad Sulza, mit einer Studie von Susanne Böhm; Peter Franz, Die Stadt Apolda und die umliegenden Konzentrationslager, Weimar 2000, ISBN 3-935275-02-1
- „gesucht 4“ Peter Franz: Der gewöhnliche Faschismus. Über die alltägliche Herrschaft der „Nationalsozialisten“ am Beispiel einer Mittelstadt des Deutschen Reiches (Apolda). Eine Chronologie in Jahresscheiben, Teil 1, Weimar 2001, ISBN 3-935275-00-5
- „gesucht 5“ Harry Stein, Udo Wohlfeld: Sozialdemokraten gegen Hitler. Die Widerstandsgruppe Nehrling-Eberling in Weimar. Berichte und Dokumente, Weimar 2003, ISBN 3-935275-03-X
- „gesucht 6“ Peter Franz, Udo Wohlfeld: Jüdische Familien in Apolda. Diffamierung, Ausgrenzung, Entrechtung, Vertreibung, Deportation, Vernichtung, Ungehorsam. Die Apoldaer Judenheit während des Faschismus, Weimar 2008², ISBN 3-935275-05-6
- „gesucht 7“ Heinz Koch, Udo Wohlfeld: Das deutsche Buchenwaldkomitee. Die Periode von 1945 bis 1958, Weimar 2010, ISBN 3-935275-14-5
- „gesucht 8“ Wilhelm Koch, Hildegard Koch: … aber hinten stechen die Bienen.' Wilhelm Koch in Sulzbach, ein Pfarrer der Bekenntnisfront in Thüringen 1933–1945, Apolda 2013, ISBN 3-935275-23-4
- „gesucht 9“ Käthe Raphael, Zeev Raphael, Peter Franz, Udo Wohlfeld: Eine jüdische Familie in Thüringen. Der beispiellose Kampf einer Mutter um das Leben ihrer drei Kinder, = gesucht 9, hrsg. Geschichtswerkstatt Weimar-Apolda / Arbeitsgruppe des Vereins Prager-Haus Apolda e. V., Apolda 2014, ISBN 3-935275-32-3
- „gesucht 10“ Zeev Heinz Raphael: Die Emigration. Der Weg einer jüdischen Familie von Deutschland nach Israel, = gesucht 10, hrsg. Geschichtswerkstatt Weimar-Apolda / Arbeitsgruppe des Vereins Prager-Haus Apolda e. V., Haifa – Apolda 2015, ISBN 3-935275-35-8

### Schriftenreihe „gefunden“
- „gefunden 1“ Peter Franz, Tina Unglaube, Udo Wohlfeld: Die Pragers. Eine jüdische Familie in Apolda. Geschichtswerkstatt Weimar-Apolda e. V., Apolda 2008, ISBN 3-935275-07-2
- „gefunden 2“ Karl Berger, Peter Franz, Udo Wohlfeld: August Berger. Sozialdemokrat in Apolda. Geschichtswerkstatt Weimar-Apolda e. V., Apolda 2008, ISBN 3-935275-08-0
- „gefunden 3“ Wolfgang Peller, Peter Franz, Udo Wohlfeld: Die Pellers. Eine jüdische Familie in Apolda. Geschichtswerkstatt Weimar-Apolda e. V., Apolda 2008, ISBN 3-935275-10-2
- „gefunden 4“ Peter Franz, Udo Wohlfeld: Tödlicher Widerstand. Apoldaer Arbeiter 1933–1945, Apolda 2009, ISBN 3-935275-10-2
- „gefunden 5“ Peter Franz, Udo Wohlfeld: Die Fleischmanns. Eine jüdische Familie in Apolda, Apolda 2009, ISBN 3-935275-11-0
- „gefunden 6“ Ruth-Barbara Schlenker, Udo Wohlfeld: Nationalsozialistische Lager in Bad Sulza. Ein Stadtrundgang, Apolda 2009, ISBN 3-935275-12-9
- „gefunden 7“ Udo Wohlfeld: Der verbotene Umgang. Ein Pole wird 1940 aufgehängt, Apolda 2011, ISBN 3-935275-17-X
- „gefunden 8“ Horst Firme, Udo Wohlfeld: Ein Leben für vier Jahre. Euthanasie an einem Kind 1942, Apolda 2011, ISBN 3-935275-18-8
- „gefunden 9“ Udo Wohlfeld: Das Gerücht. Ein „U-Boot“ in Buttstädt, Apolda 2011, ISBN 3-935275-19-6
- „gefunden 10“ Udo Wohlfeld: Das „Zigeunerlager“ im KZ Auschwitz-Birkenau. Der Mord an den Sinti und Roma 1943–1944, Weimar 2012, ISBN 3-935275-20-X
- „gefunden 11“ Peter Franz, Udo Wohlfeld: Jüdische Häuser in Apolda. Ein Stadtrundgang, Apolda 2012, ISBN 3-935275-22-6
- (Westentaschenausgabe:) Peter Franz, Udo Wohlfeld: Jüdische Häuser in Apolda. Ein Stadtrundgang, Apolda 2012, ISBN 3-935275-22-6
- „gefunden 12“ Gerhard Berndt, Karlfriedrich Nebe: Ein unterschätztes Mahnmal. Das Denkmal für die Opfer des Faschismus in Apolda, Apolda 2013, ISBN 3-935275-24-2
- „gefunden 13“ Peter Franz, Hartwig Mähler, Udo Wohlfeld: Gegen höchsten Befehl. Eine couragierte Entscheidung für das Leben einer Stadt, Apolda 2013, ISBN 3-935275-26-9
- „gefunden 14“ Swantje Gebhardt, Svenja Maaß, Rebekka Reise, Lydia Steinke: Massenmord an Blankenhainer Patienten. Anna März – Opfer der Euthanasie, Apolda 2014, ISBN 3-935275-31-5
- „gefunden 15“ Udo Wohlfeld: Der Dank des Vaterlandes ist dir gewiss! Das Chaos in Soldatenseelen, Apolda 2014, ISBN 3-935275-33-1
- „gefunden 16“ Peter Franz, Tina Unglaube, Udo Wohlfeld: Die Pragers. Eine jüdische Familie in Apolda (verbesserte und stark erweiterte Ausgabe des gleichnamigen Heftes von 2008), Geschichtswerkstatt Weimar-Apolda e. V., Apolda 2018, ISBN 3-935275-73-0
- „gefunden 17“ Peter Franz: Die Nachkommen sprechen. Ihre Rückkehr zu den Wurzeln, hrsg. von der Geschichtswerkstatt Weimar/Apolda e. V., Apolda 2020, ISBN 3-935275-83-8
- „gefunden 18“ Dr. Wolfgang Peller, Peter Franz, Udo Wohlfeld: Die Pellers. Eine jüdische Familie in Apolda (verbesserte und stark erweiterte Ausgabe des gleichnamigen Heftes von 2008); Geschichtswerkstatt Weimar-Apolda e. V., Apolda 2020, ISBN 3-935275-78-1
- „gefunden 19“, Ruth-Barbara Schlenker, Udo Wohlfeld: Nationalsozialistische Lager in Bad Sulza. Ein Stadtrundgang, Apolda 2020, ISBN 978-3-949026-00-3
- „gefunden 20“ a series by the Prager-Haus Apolda e. V., Peter Franz: Speaking about the Ancestors. The Following Generations' Return to the Roots, = translated into English by Eva Vollmar, Apolda 2020, ISBN 978-3-949026-10-2

### Schriftenreihe „gefunden extra“
- „gefunden extra 1“ Udo Wohlfeld: Das Leben und Sterben der Familie Schtscholkin, Apolda 2010, ISBN 3-935275-15-3
- „gefunden extra 2“ Peter Franz: Der Mischling. Eine unerwartete Entdeckung, Apolda 2018, ISBN 3-935275-71-4
- „gefunden extra 3“ Peter Franz: Die Rosewitz. Eine zerstörte Familie, Apolda 2019, ISBN 3-935275-76-5
- „gefunden extra 4“ Peter Franz: Die jüdischen Patrioten. Eine Erkenntnis auf dem Totenbett, Apolda 2019, ISBN 3-935275-77-3

### Schriftenreihe „Apoldaer Judengeschichten“
- Peter Franz: Die Gewieften. Elfriede und ihr Sohn tricksen die Nazis aus. Die Nr. 1 aus der Reihe Apoldaer Judengeschichten, Apolda 2015, ISBN 3-935275-37-4
- Peter Franz: Die Frau im Schrank. Ein Gruß aus dem Jenseits. Die Nr. 2 aus der Reihe Apoldaer Judengeschichten. Apolda 2015, ISBN 3-935275-39-0.
- Peter Franz: Der Unglücksbote. Der Befehl zur Fahrt in den Tod. Die Nr. 3 aus der Reihe Apoldaer Judengeschichten. Apolda 2015, ISBN 3-935275-39-0.
- Peter Franz: Kriegskameradschaft. Freundschaft gegen Judenhass. Die Nr. 4 aus der Reihe Apoldaer Judengeschichten, Apolda 2015, ISBN 3-935275-42-0
- Peter Franz: Der Röntgenarzt. Ein jüdischer Arzt wird aus Apolda hinaus geekelt. Die Nr. 5 aus der Reihe der Apoldaer Judengeschichten, Apolda 2015, ISBN 3-935275-41-2
- Christine van der Heide-Schneider, Peter Franz: Der Geiger. Musik als Über-Lebensmittel. Die Nr. 6 aus der Reihe der Apoldaer Judengeschichten, Apolda 2016, ISBN 3-935275-45-5
- Christine van der Heide-Schneider, Peter Franz: Die Geheimtür. Die Nazis können mich mal... Die Nr. 7 aus der Reihe der Apoldaer Judengeschichten, Apolda 2016, ISBN 3-935275-47-1
- Christine van der Heide-Schneider, Peter Franz: Der Zuckerbäcker. Ein „halber Jude“ – aber ein ganzer Mensch. Die Nr. 8 aus der Reihe der Apoldaer Judengeschichten, Apolda 2017, ISBN 3-935275-48-X
- Christine van der Heide-Schneider, Peter Franz: Stille Helden. Harry, Käthe, Marie, Albert, Paul und Hilde. Die Nr. 9 aus der Reihe der Apoldaer Judengeschichten, Apolda 2017, ISBN 3-935275-55-2
- Christine van der Heide-Schneider, Peter Franz: Der geheimnisvolle Schneider. Hereingeweht vom Winde der Geschichte. Die Nr. 10 aus der Reihe der Apoldaer Judengeschichten, Apolda 2018, ISBN 3-935275-72-2
- Christine van der Heide-Schneider, Peter Franz: Das Judenhaus. Eine Viehhandlung wurde zum „Judenhaus“. Die Nr. 11 aus der Reihe der Apoldaer Judengeschichten, Apolda 2019, ISBN 3-935275-74-9
- Christine van der Heide-Schneider, Peter Franz: Der Ghetto-Junge. Eingesperrt und überlebt. Die Nr. 12 aus der Reihe der Apoldaer Judengeschichten, Apolda 2019, ISBN 3-935275-81-1
- Christine van der Heide-Schneider, Peter Franz: Die Angeprangerten. Hass führt zu Unmenschlichkeit. Die Nr.13 aus der Reihe der Apoldaer Judengeschichten, Apolda 2020, ISBN 3-935275-84-6
- Peter Franz: Der „Rasseschänder“. Vom Lebensweg zur Todesstiege. Die Nr.14 aus der Reihe der Apoldaer Judengeschichten, Apolda 2020, ISBN 978-3-949026-01-0
- Peter Franz: The Radiologist. A doctor is driven out of Apolda. Brochure No 15, Apolda 2021, ISBN 978-3-949026-11-9
- Peter Franz: Der Judensohn. Ein Verfolgter, doch kein Verlorener. Die Nr. 16 aus der Reihe der Apoldaer Judengeschichten, Apolda 2021, ISBN 978-3-949026-28-7
- Peter Franz: The Jewish house. A cattle shop became the „Judenhaus“. The brochure No 17, Apolda 2022, ISBN 978-3-949026-27-0
- Peter Franz: Familie ohne Riss. Omen non est Omen. Die Nr. 18 aus der Reihe der Apoldaer Judengeschichten, Apolda 2022, ISBN 978-3-949026-29-4
- Peter Franz: Der Pferdehändler."Ein Jude - ein für Deutsche gefährliches Element." Die Nr. 19 aus der Reihe der Apoldaer Judengeschichten, Apolda 2022, ISBN 978-3-949026-30-0
- Peter Franz: Die Kindergärtnerin. "Gedencke, dass du eine Teutsche bist!" Die Nr. 20 aus der Reihe der Apoldaer Judengeschichten, Apolda 2022, ISBN 978-3-949026-31-7
- Peter Franz: Die Fahrrad-Freunde. Eine christlich-jüdische Kinderfreundschaft. Die Nr. 21 aus der Reihe der Apoldaer Judengeschichten. Apolda 2023, ISBN 978-3-949026-32-4.
- Peter Franz: Das Geisterschiff. Weil die erhofften Retter hinter dem Ozean versagten. Die Nr. 23 aus der Reihe der Apoldaer Judengeschichten. Apolda 2023, ISBN 978-3-949026-36-2.

### Schriftenreihe „Kinder auf der Flucht“
- Marion Schneider, Udo Wohlfeld: 01 „Das Testament“. Shimon Weisbecker aus Haifa/Israel im Interview, Apolda 2017, ISBN 3-935275-51-X
- Marion Schneider, Udo Wohlfeld: 02 „Das Pessachfest 1933“. Judith Lew aus Haifa/Israel im Interview, Apolda 2017, ISBN 3-935275-52-8
- Marion Schneider, Udo Wohlfeld: 03 „Die Geige“. Meir Stern aus Jerusalem im Interview, Apolda 2017, ISBN 3-935275-53-6
- Marion Schneider, Udo Wohlfeld: 04 „Der Ersatz“. Naphtali Stern aus Haifa/Israel im Interview, Apolda 2017, ISBN 3-935275-54-4
- Marion Schneider, Udo Wohlfeld: 05 „The Truck-Driver“. Erika Sharon aus Haifa/Israel im Interview, Apolda 2017, ISBN 3-935275-56-0
- Marion Schneider, Udo Wohlfeld: 06 „Der Chronist“. Zeev Raphael aus Haifa/Israel im Interview, Apolda 2017, ISBN 3-935275-57-9
- Marion Schneider, Udo Wohlfeld: 07 „Die Laborantin“. Chava Karpas aus Haifa/Israel im Interview, Apolda 2017, ISBN 3-935275-58-7
- Marion Schneider, Udo Wohlfeld: 08 „Da stand er“. Ilana Tsur aus Haifa/Israel im Interview, Apolda 2018, ISBN 3-935275-59-5
- Marion Schneider, Udo Wohlfeld: 09 „Mutterliebe“. Mania Eshkolot aus Haifa/Israel im Interview, Apolda 2018, ISBN 3-935275-60-9
- Marion Schneider, Udo Wohlfeld: 10 „Die Thora-Rolle“. Shlomo Givon aus Haifa/Israel im Interview, Apolda 2019, ISBN 3-935275-61-7
- Marion Schneider, Udo Wohlfeld: 11 „Der Österreicher“. Michael Gewitsch aus Haifa/Israel im Interview, Apolda 2018, ISBN 3-935275-59-5
- Marion Schneider, Udo Wohlfeld: 12 „Der Weg zur neuen Heimat“. Judith Rosen aus Haifa/Israel im Interview, Apolda 2019, ISBN 3-935275-63-3
- Marion Schneider, Udo Wohlfeld: 13 „Die Leseratte“. Ester Cohn aus Haifa/Israel im Interview, Apolda 2019, ISBN 3-935275-64-1
- Marion Schneider, Udo Wohlfeld: 14 „Der Lausbub“. Alexander Cohn aus Haifa/Israel im Interview, Apolda 2019, ISBN 3-935275-65-X
- Marion Schneider, Udo Wohlfeld: 15 „Der Österreicher“. Michael Gewitsch aus Haifa/Israel im Interview, Apolda 2018, ISBN 3-935275-66-8
- Marion Schneider, Udo Wohlfeld: 16 „Die Kindergärtnerin“. Edna Süsskind aus Haifa/Israel im Interview, Apolda 2019, ISBN 3-935275-67-6
- Marion Schneider, Udo Wohlfeld: 17 „Der Kindertransport“. Judith Brosch aus Haifa/Israel im Interview, Apolda 2019, ISBN 3-935275-68-4
- Marion Schneider, Udo Wohlfeld: 18 „Die Unermüdliche“. Inge Koch aus Weimar/Deutschland im Interview, Apolda 2019, ISBN 3-935275-70-6
- Susie Barnett, Grafschaft Essex/Großbritannien. Familienerinnerungen: 19 „Die zerbrochene Familie“, Apolda 2019, ISBN 3-935275-79-X
- In Ivrit (hebräisch): Marion Schneider, Udo Wohlfeld: 01 „Das Testament“. Shimon Weisbecker aus Haifa/Israel im Interview, Apolda 2017, ISBN 978-3-949026-23-2

### Schriftenreihe „Pfarrscheune Niedertrebra“
Quelle: Buchreihe: Pfarrscheune (Seite des Vereins Dorfmuseum Pfarrscheune Niedertrebra)
- Ruth-Barbara Schlenker: „…daß der Mensch was lernen muß!“ – Die Geschichte einer Dorfschule (= Pfarrscheune. Band 1). Dorfmuseum Pfarrscheune Niedertrebra, Niedertrebra 1998, ISBN 3-935275-85-4.
- Ruth-Barbara Schlenker: „Not macht erfinderisch“ – wie man sich in der schlechten Zeit beholfen hat (= Pfarrscheune. Band 2). Dorfmuseum Pfarrscheune Niedertrebra, Niedertrebra 1999, ISBN 3-935275-87-0.
- Ruth-Barbara Schlenker: Ein altes Haus erzählt – Zeitreise durch die Geschichte eines evangelischen Pfarrhauses in Thüringen (= Pfarrscheune. Band 3). Dorfmuseum Pfarrscheune Niedertrebra, Niedertrebra 2000, ISBN 3-935275-27-7.
- Ruth-Barbara Schlenker: „…und sie haben es doch gemacht!“ – Umbrüche in einem deutschen Dorf 1945 (= Pfarrscheune. Band 4). Dorfmuseum Pfarrscheune Niedertrebra, Niedertrebra 2001, ISBN 3-935275-28-5.
- Ruth-Barbara Schlenker: Der Großherzog kommt! … und andere Größen – Zeugnisse vom Weimarer Lande aus zwei Jahrhunderten (= Pfarrscheune. Band 5). Dorfmuseum Pfarrscheune Niedertrebra, Niedertrebra 2002, ISBN 3-935275-29-3.
- Ruth-Barbara Schlenker: „Wo der Zug nicht lange hält“ – Eisenbahnerinnerungen (= Pfarrscheune. Band 6). Dorfmuseum Pfarrscheune Niedertrebra, Niedertrebra 2002, ISBN 3-935275-88-9.
- Ruth-Barbara Schlenker: „Kindsein auf dem Lande“ – Altes Spielzeug erzählt Geschichte und Geschichten (= Pfarrscheune. Band 7). Dorfmuseum Pfarrscheune Niedertrebra, Niedertrebra 2004, ISBN 3-935275-89-7.
- Ruth-Barbara Schlenker: „Wenn der Vater mit der Mutter auf die Kirmse geht“. – Feste feiern in Krieg und Frieden (= Pfarrscheune. Band 8). Dorfmuseum Pfarrscheune Niedertrebra, Niedertrebra 2005, ISBN 3-949026-02-9.
- Ruth-Barbara Schlenker: „Ponapart, ein rechter Eisenfresser und unser Feind dazu“ – Die Schlacht bei Auerstedt und andere Katastrophen (= Pfarrscheune. Band 9). Dorfmuseum Pfarrscheune Niedertrebra, Niedertrebra 2006, ISBN 3-949026-03-7.
- Ruth-Barbara Schlenker: “Hört die Schreckenskunde!” – Hochwasser, Brände und Tragödien in unserer Gegend (= Pfarrscheune. Band 10). Dorfmuseum Pfarrscheune Niedertrebra, Niedertrebra 2007, ISBN 978-3-949026-04-1.
- Ruth-Barbara Schlenker: „Flieg, Taube, flieg!“ – Geschichten um Krieg und Frieden 1933–1945 (= Pfarrscheune. Band 11). Dorfmuseum Pfarrscheune Niedertrebra, Niedertrebra 2008, ISBN 978-3-949026-05-8.
- Ruth-Barbara Schlenker: „Bei uns darheeme in Nauscht!“ Plaudereien aus Neustedt und Reisdorf (= Pfarrscheune. Band 12). Dorfmuseum Pfarrscheune Niedertrebra, Niedertrebra 2020, ISBN 978-3-949026-06-5.
- Ruth-Barbara Schlenker: „Lass de Kerche im Dorfe“ – Heimatgeschichten und Geschichten – Obertrebra (= Pfarrscheune. Band 13). Dorfmuseum Pfarrscheune Niedertrebra, Niedertrebra 2020, ISBN 978-3-949026-07-2.
- Ruth-Barbara Schlenker: „Lass de Kerche im Dorfe“ – Heimatgeschichten und Geschichten – Pfuhlsborn (= Pfarrscheune. Band 14). Dorfmuseum Pfarrscheune Niedertrebra, Niedertrebra 2020, ISBN 978-3-949026-08-9.

### Einzelausgaben
- „Arbeit macht frei!“. Schüler suchen in Auschwitz, Apolda Mühlheim 2012, ISBN 3-935275-25-0
- Peter Franz, Hartwig Mähler, Udo Wohlfeld: Gegen höchsten Befehl – Eine couragierte Entscheidung für das Leben einer Stadt. Geschenkauasgabe, Apolda 2013 ISBN 3-935275-30-7
- Acht Jahre Prager-Haus-Verein Apolda. 2007–2014 Unswere Arbeit und Zusammenarbeit in Ergebnissen. Eine Zwischenbilanz, Apolda 2015, ISBN 3-935275-34-X
- Zehn Jahre Prager-Haus-Verein Apolda. 26.01.2007-2017 26.01. Unsere Arbeit und Zusammenarbeit in Ergebnissen. Zweite Zwischenbilanz, Apolda 2017, ISBN 3-935275-49-8
- Gymnasium Bergschule Apolda: Liebe, Tod und Überleben. Häftlingsgruppen im Konzentrationslager Auschwitz, Apolda 2017
- Peter Franz, Udo Wohlfeld: Der Gang der Erinnerung. Unterdrückung und Widerstand 1933–1935 in der Region Apolda. Geschichtswerkstatt Weimar-Apolda e. V., Apolda 2018, ISBN 3-935275-69-2
- Peter Franz: Der rote Pfarrer II. Kurator eines jüdischen Lern- und Gedenkortes, hrsg. von Udo Wohlfeld, Weimar-Taubach 2019, ISBN 3-935275-80-3
- Peter Franz: Unter dem Davidstern. 150 Jahre jüdisches Leben in Apolda. Ein Beitrag aus dem Prager-Haus Apolda zum Gedenkjahr „Neun Jahrhunderte jüdisches Leben in Thüringen“, Weimar-Taubach 2020, ISBN 978-3-949026-09-6
- Erika Solomon, Sabrina Brill, Peter Franz, Udo Wohlfeld: Die Glasers. Eine jüdische Familie in Apolda, Geschichtswerkstatt Weimar-Apolda e. V., Apolda 2021, ISBN 978-3-949026-12-6
- Peter Franz: 2021 Kalendarium Apolda. Verfolgung und Widerstand 1933–1945, I. Band, Apolda 2022, ISBN 978-3-949026-25-6
- Peter Franz, Udo Wohlfeld: 2021 Kalendarium Apolda. Verfolgung und Widerstand 1933–1945, II. Band, Apolda 2022, ISBN 978-3-949026-26-3
- Peter Franz, Udo Wohlfeld: 2024 Von der Ruine zum Gedenkort in der Bernhard-Prager-Gasse Apolda, Apolda 2024, ISBN 978-3-949026-38-6.

## Ehrung
Am 9. Juni 2021 wurde der Verein für seine heimatpflegerischen Leistungen mit dem Kreisheimatpflegepreis 2021 des Kreises Weimarer Land ausgezeichnet.